# Strobilanthes labordei
Strobilanthes labordei là một loài thực vật có hoa trong họ Ô rô. Loài này được H. Lév. miêu tả khoa học đầu tiên năm 1913.